# Regiment Rani de Jhansi

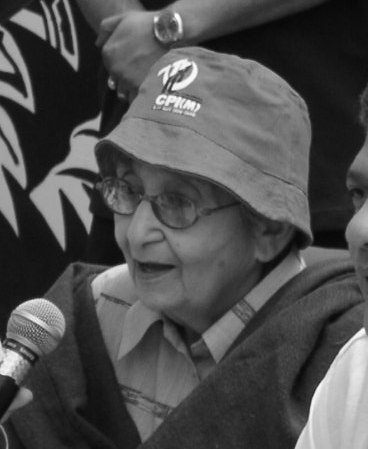
Lakshmi Sahgal liderà el regiment des de la seva creació

El Regiment Rani de Jhansi va ser el Regiment Femení de l'Exèrcit Nacional Indi, la força armada formada per nacionalistes indis el 1942 al sud-est asiàtic amb l'objectiu d'enderrocar el Raj britànic a l'Índia colonial, amb ajuda japonesa. Va ser un dels pocs regiments de combat exclusivament femenins de la Segona Guerra Mundial en qualsevol bàndol. Dirigida per la capità Lakshmi Swaminathan (més coneguda com a Lakshmi Sahgal), la unitat es va formar el juliol de 1943 amb voluntaries de la població índia expatriada al sud-est asiàtic. Va rebre el nom del Regiment Rani de Jhansi en honor de Lakshmibai, Rani de Jhansi.

## Establiment
Subhas Chandra Boseva anunciar la formació del regiment el 12 de juliol de 1943. La majoria de les dones eren adolescents voluntàries d'origen indi procedents de plantacions de cautxú malai; molt poques havien estat mai a l'Índia. El nucli inicial de la força es va establir amb el seu camp d'entrenament a Singapur
Uns 200 dels cadets també van ser escollits per a la formació d'infermeria, formant el Cos d'infermeria Chand Bibi. amb aproximadament cent setanta cadets, que van rebre rangs de sotsoficials o de sipaies segons la seva educació. Més tard, es van establir camps a Yangon i Bangkok i, al novembre de 1943, la unitat tenia més de tres-cents cadets.

## Entrenament
La formació a Singapur va començar el 23 d'octubre de 1943. Les reclutes es van dividir en seccions i escamots i se'ls va atorgar rangs segons les seves qualificacions educatives. Aquestes cadets van rebre formació militar i de combat amb exercicis, marxes i entrenament amb pistoles, rifles, granades de mà i càrregues amb baioneta. Més tard, algunes de les cadets van ser escollides per a un entrenament més avançat per a la guerra a la jungla de Birmània.
El 30 de març de 1944, el regiment va fer la seva primera desfilada, amb cinc-cents efectius, al camp d'entrenament de Singapur.

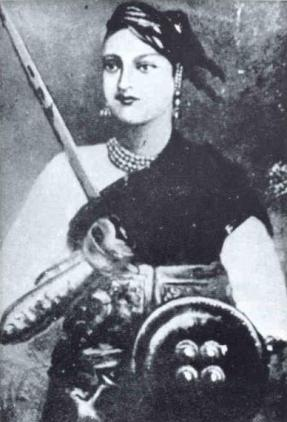
Lakshmibai, Rani de Jhansi, serví d'inspiració a l'hora de crear el regiment, motiu pel qual se li donà el seu nom

## Servei
Durant la campanya Imphal de l'Exèrcit Nacional Indi, un contingent inicial de prop d'un centenar de tropes del Rani de Jhansi es va traslladar a Maymyo, una part del qual estava destinat a formar una unitat d'avantguarda per entrar a les planures de Bengala després de l'esperada caiguda d'Imphal. Una part de la unitat també va formar el cos d'infermeria de l'hospital militar de Maymyo.
Després del fracàs del setge d'Imphal i la desastrosa retirada de l'Exèrcit Nacional Indi, les soldats rani van rebre l'encàrrec de coordinar el socors i l'atenció de les tropes de que van arribar a Monywa i a Maymyo i no van ser utilitzades en combat.

## Fi del regiment
Després de la caiguda de Yangon i de la retirada del govern d'Azad Hind i Bose de la ciutat i a través de Birmània, es va permetre dissoldre les tropes originàries d'aquest país. Mentrestant, la resta del regiment es retirà a peu (i, quan estava disponible, en transport mecanitzat) acompanyada de les forces japoneses. Durant la retirada, va patir alguns atacs tant dels atacs aeris aliats, com de les forces de resistència birmanes patint un nombre desconegut de baixes. Finalment, la unitat es va dissoldre.